# Pulawan
Pulawan is een bestuurslaag in het regentschap Ogan Komering Ilir van de provincie Zuid-Sumatra, Indonesië. Pulawan telt 1706 inwoners (volkstelling 2010).